# Fernmeldeturm Habichtswald
Der Fernmeldeturm Habichtswald ist ein Fernmeldeturm (FMT) auf dem im Hohen Habichtswald gelegenen Essigberg im nordhessischen Landkreis Kassel und mit 186 m Höhe nach dem Fernmeldeturm Koblenz der zweithöchste Typenturm Deutschlands. Er ist eine modifizierte Variante des „FMT 3/72“ und öffentlich nicht zugänglich.

## Geographische Lage
Der Fernmeldeturm Habichtswald befindet sich etwas südöstlich der höchsten Stelle des bewaldeten Essigbergs (ca. 597,5 m ü. NHN), dem Nordwestausläufer des Hohen Gras. Er steht auf 594,2 m Höhe. Von der Westgrenze des Kasseler Stadtgebiets ist er etwa 700 m entfernt, so dass er nicht zu Kassel, sondern zur Gemeinde Habichtswald gehört, deren nächstgelegener Ortsteil Ehlen 2,8 km nordwestlich liegt.

## Geschichte und Beschreibung
Der von 1972 bis 1975 (andere Angaben verweisen auf 1973 bis 1976) erbaute Fernmeldeturm Habichtswald dient neben dem Richtfunk und dem nichtöffentlichen Landfunkdienst auch zur Verbreitung von UKW-Hörfunk- und TV-Programmen. Seine Sendeanlage wurde am 16. März 1976 in Betrieb genommen.

## Sendeanlage
Die Sendeanlage des Fernmeldeturms Habichtswald strahlt über eine in 146 m Höhe montierte Antenne die UKW-Hörfunkprogramme hr3 und hr4-Nordost-Hessen (ehemals Radio Kurhessen) ab. In 160 m Höhe trägt der Turm eine weitere UKW-Sendeantenne, über die das Programm von Hit Radio FFH abgestrahlt wird.

## Frequenzen und Programme

### Analoges Radio (UKW)
Beim Antennendiagramm sind im Falle gerichteter Strahlung die Hauptstrahlrichtungen in Grad angegeben.
| Frequenz (MHz) | Programm     | RDS PS                 | RDS PI                | Regionalisierung  | ERP (kW) | Antennen- diagramm rund (ND)/ gerichtet (D) | Polarisation horizontal (H)/ vertikal (V) |
| -------------- | ------------ | ---------------------- | --------------------- | ----------------- | -------- | ------------------------------------------- | ----------------------------------------- |
| 101,2          | hr3          | __hr3___ *1)           | D363                  | –                 | 20       | ND                                          | H                                         |
| 103,2          | hr4          | hr4_Nord, __hr4___ *1) | D664 (regional), D364 | Nordost-Hessen    | 20       | ND                                          | H                                         |
| 103,7          | Hitradio FFH | _FFH-KS_, __FFH___     | D468 (regional), D368 | Nordhessen/Kassel | 20       | D (110°-240°, 320°-60°)                     | H                                         |

### Digitales Radio (DAB)
DAB wird in vertikaler Polarisation und im Gleichwellenbetrieb mit anderen Sendern ausgestrahlt.
Die Aufschaltung des landesweiten öffentlich-rechtlichen Multiplexes im DAB-Kanal 7B und des bundesweiten Multiplexes im DAB-Kanal 5C erfolgte am 1. August 2012.
| Block                        | Programme (Datendienste) | ERP (kW) | Antennen- diagramm rund (ND), gerichtet (D) | Polarisation horizontal (H)/ vertikal (V) | Gleichwellennetz (SFN) |
| ---------------------------- | --- | -------- | ------------------------------------------- | ----------------------------------------- | --- |
| 5C DR Deutschland (D__00188) | DAB-Multiplex von Media Broadcast: - Absolut relax (72 kbps) - Dlf (104 kbps) - Dlf Kultur (112 kbps) - Dlf Nova (104 kbps) - DRadio DokDeb (48 kbps) - Energy Digital (72 kbps) - ERF Plus (64 kbps) - Klassik Radio (72 kbps) - Radio Bob (72 kbps) - Radio Horeb (48 kbps) - Radio Schlagerparadies (64 kbps) - Schwarzwaldradio (64 kbps) - sunshine live (72 kbps) - DRadio Daten (32 kbps Daten) - EPG Deutschland (16 kbps Daten) - TPEG (16 kbps Daten) - TPEG_MM (16 kbps Daten) | 3,2      | D                                           | V                                         | - Baden-Württemberg: Aalen, Baden-Baden (Fremersberg), Bad Mergentheim, Blauen, Brandenkopf, Donaueschingen, Feldberg im Schwarzwald, Freiburg (Vogtsburg-Totenkopf), Geislingen (Oberböhringen), Großerlach (Hohe Brach), Heidelberg (Königstuhl), Heilbronn (Schweinsberg), Hochrhein (Rickenbach), Hornisgrinde, Pforzheim (Schömberg-Langenbrand), Raichberg, Ravensburg (Höchsten), Reutlingen, Stuttgart (Frauenkopf), Ulm (Kuhberg) - Bayern: Amberg (Hirschau), Aschaffenburg (Pfaffenberg), Augsburg (Hotelturm), Bad Tölz (Gaißach), Bamberg (Geisberg), Büttelberg, Brotjacklriegel, Dillberg, Grünten, Herzogstand, Hochberg (Traunstein), Hoher Bogen, Inntal (Ebbs), Ingolstadt (Gelbelsee), Kreuzberg/Rhön, Landshut (Altdorf), München (Olympiaturm), Nennslingen (Büchelberg), Nürnberg, Oberammergau, Ochsenkopf, Passau, Pfänder, Pfaffenhofen, Pfarrkirchen, Pfronten, Regensburg (Hohe Linie), Unterringingen, Untersberg, Wendelstein (Bayrischzell), Würzburg (Frankenwarte) - Berlin: Berlin (Alexanderplatz), Berlin (Scholzplatz) - Brandenburg: Bad Belzig, Booßen, Brandenburg/Havel, Calau, Casekow, Cottbus, Eisenhüttenstadt, Petkus, Pritzwalk, Templin - Bremen: Bremen (Walle), Bremerhaven-Schiffdorf - Hamburg: Hamburg (Moorfleet), Hamburg (Heinrich-Hertz-Turm) - Hessen: Bad Hersfeld (Rimberg), Biedenkopf (Sackpfeife), Fulda (Hummelskopf), Frankfurt (Europaturm), Gelnhausen (Schnepfenkopf), Gießen (Dünsberg), Großer Feldberg, Hardberg, Hohe Wurzel, Hoher Meißner, Kassel (Habichtswald), Mainz-Kastel - Mecklenburg-Vorpommern: Garz (Rügen), Güstrow, Malchin, Neubrandenburg-Süd, Rostock (Toitenwinkel), Röbel, Schwerin (Zippendorf-Gr.Dreesch), Torgelow, Wismar/Rüggow, Züssow - Niedersachsen: Aurich-Popens, Braunschweig (Broitzem), Braunschweig (Drachenberg), Cuxhaven-Stadt, Dannenberg, Göttingen (Bovenden-Osterberg), Hannover (Telemax), Lingen, Lüneburg-Neu Wendhausen, Molbergen-Peheim, Osnabrück (Bramsche-Schleptruper Egge), Hildesheim (Sibbesse), Steinkimmen, Uelzen, Visselhövede, Wilhelmshaven - Nordrhein-Westfalen: Aachen (Karlshöhe), Bielefeld (Hünenburg), Bonn (Venusberg), Dortmund (Florianturm), Düsseldorf (Rheinturm), Eggegebirge, Herscheid, Hochsauerland (Hunau), Hürtgenwald-Großhau, Köln (Colonius), Langenberg, Lügde-Rischenau (Köterberg), Minden (Jakobsberg), Münster (Fernmeldeturm), Schöppingen, Siegen-Süd, Wesel - Rheinland-Pfalz: Bad Kreuznach (Schanzenkopf), Bad Marienberg (Westerwald), Bornberg, Daun (Eifel), Edenkoben (Kalmit), Heckenbach-Schöneberg (Ahrweiler), Idar-Oberstein, Kaiserslautern, Kettrichhof, Koblenz (Kühkopf), Trier (Petrisberg) - Saarland: Merzig-Merchingen, Saarbrücken (Schoksberg) - Sachsen: Chemnitz, Dresden, Geyer, Leipzig, Löbau, Neustadt, Oschatz, Schöneck, Zwickau Ost - Sachsen-Anhalt: Brocken, Burg, Dequede, Petersberg, Pettstädt (Weißenfels), Schneidlingen, Wittenberg - Schleswig-Holstein: Bungsberg, Flensburg, Heide, Helgoland, Hennstedt, Kiel (Kronshagen), Lübeck (Stockelsdorf), Schleswig, Niebüll (Süderlügum), Westerland (Sylt) - Thüringen: Bleßberg (Sonneberg), Erfurt-Hochheim, Gera, Inselsberg, Jena (Oßmaritz), Kulpenberg, Saalfeld (Remda), Lobenstein (Sieglitzberg), Weimar (Ettersberg) |
| 6A HESSEN NORD (D__00398)    | DAB-Multiplex der Hessen Digital Radio: - bigFM Hessen (72 kbps) - Freies Radio Kassel (64 kbps) - 80er Radio Harmony (80 kbps) - Hit Radio FFH (KS) (80 kbps) - Hit Radio FFH (FD) (80 kbps) - Hit Radio FFH (GI) (80 kbps) - Oldie Antenne (72 kbps) - planet radio (80 kbps) - Radio Bollerwagen (72 kbps) - Radio Teddy (56 kbps) - Radio Unerhört Marburg (64 kbps) - Radio Vidovdan (72 kbps) - RundFunk Meißner (64 kbps) - The Wolf Hessen (72 kbps)                              | 5        | D                                           | M (H+V)                                   | Biedenkopf (Sackpfeife), Fulda (Hummelskopf), Gießen (Dünsberg), Habichtswald, Hoher Meißner |
| 7B hr Radio (D__30122)       | DAB+-Multiplex des HR: - hr1 Rhein-Main (Süd) (88 kbps) - hr1 Nordhessen (Nord) (88 kbps) - hr1 Mittelhessen (Mitte) (88 kbps) - hr2 (136 kbps) - hr3 Rhein-Main (Süd) (88 kbps) - hr3 Nordhessen (Nord) (88 kbps) - hr3 Mittelhessen (Mitte) (88 kbps) - hr4 Rhein-Main (Süd) (88 kbps) - hr4 Nordhessen (Nord) (88 kbps) - hr4 Mittelhessen (Mitte) (88 kbps) - YOU FM (88 kbps) - hr-iNFO (88 kbps) - hr EPG (32 kbps) - hr journaline (32 kbps) - hr TPEG (32 kbps)                   | 5        | D                                           | V                                         | - Nordhessen: Habichtswald, Hoher Meißner, Holzminden-Neuhaus, Haina/Hohes Lohr (geplant) - Osthessen: Heidelstein/Rhön, Kreuzberg, Rimberg, Schlüchtern, Bad Hersfeld (Wippershainer Höhe) (geplant) - Mittelhessen: Biedenkopf (Sackpfeife), Diez/Lahntal, Gießen (Dünsberg), Herborn-Burg, Driedorf/Höllberg (Westerwald), Hoherodskopf (Vogelsberg) (geplant) - Rhein/Main: Großer Feldberg (Taunus), Frankfurt (Europaturm), Gelnhausen (Schnepfenkopf), Hohe Wurzel, Mainz-Kastel - Südhessen: Darmstadt-Weiterstadt, Hardberg, Würzberg, Krehberg (Odenwald) (geplant) |
| 9B Antenne DE (D__00359)     | DAB-Block von Antenne Deutschland: - 80s80s (72 kbps) - 90s90s (72 kbps) - Absolut Bella (72 kbps) - Absolut Germany (72 kbps) - Absolut HOT (72 kbps) - Absolut Oldie (72 kbps) - Absolut TOP (72 kbps) - AIDAradio (72 kbps) - Ballermann Radio (72 kbps) - Beats Radio (72 kbps) - Brillux Radio (72 kbps) - Nostalgie (72 kbps) - Oldie Antenne (72 kbps) - RTL Radio (72 kbps) - Rock Antenne (72 kbps) - Toggo Radio (72 kbps)                                                      | 10       | D                                           | M (H+V)                                   | - Baden-Württemberg: Aalen, Baden-Baden (Fremersberg), Heidelberg (Königstuhl), Heilbronn (Schweinsberg), Pforzheim (Schömberg-Langenbrand), Stuttgart (Frauenkopf) - Hessen: Fulda (Hummelskopf), Frankfurt (Europaturm), Gelnhausen (Schnepfenkopf), Gießen (Dünsberg), Großer Feldberg, Hardberg, Kassel (Habichtswald), Mainz-Kastel - Nordrhein-Westfalen: Aachen (Karlshöhe), Bonn (Venusberg), Dortmund (Florianturm), Düsseldorf (Rheinturm), Herscheid, Köln (Colonius), Langenberg, Münster (Fernmeldeturm), Siegen-Süd, Wesel - Rheinland-Pfalz: Bornberg, Daun (Boverath), Koblenz (Kühkopf), Trier (Petrisberg) - Saarland: Saarbrücken (Schoksberg) |

### Digitales Fernsehen (DVB-T2)
Am 8. November 2017 endete die Ausstrahlung von DVB-T-Programmen und der Regelbetrieb von DVB-T2 HD wurde aufgenommen. Es werden im DVB-T2-Standard die Programme der ARD (hr-Mux), des ZDF sowie das kommerzielle Angebot von freenet TV (in Irdeto verschlüsselt) im HEVC-Videokodierverfahren und in Full-HD-Auflösung gesendet. Die DVB-T2 HD-Ausstrahlungen vom Sender Habichtswald sind im Gleichwellenbetrieb (Single Frequency Network) mit anderen Sendestandorten.
Alle kursiv dargestellten Sender sind verschlüsselt und nur über die DVB-T2 HD-Plattform freenet TV empfangbar.
| Kanal | Frequenz (MHz) | Multiplex                                                | Programme im Multiplex | ERP (kW) | Antennendiagramm rund (ND)/ gerichtet (D) | Polarisation horizontal (H) / vertikal (V) | Modulationsverfahren | FEC | Guardintervall | Bitrate (MBit/s) | Gleichwellennetz (SFN)                                         |
| ----- | -------------- | -------------------------------------------------------- | --- | -------- | ----------------------------------------- | ------------------------------------------ | -------------------- | --- | -------------- | ---------------- | -------------------------------------------------------------- |
| 46    | 674            | ARD Digital (hr)                                         | - Das Erste HD - Phoenix HD - arte HD - tagesschau24 HD - one HD | 20       | ND                                        | H                                          | 64-QAM (16k-Modus)   | 1/2 | 19/128         | 18,34            | Habichtswald, Hoher Meißner, Kassel-Söhrewald                  |
| 29    | 538            | ARD regional (hr) Nord                                   | - hr-fernsehen HD - MDR Thüringen HD - NDR FS NDS HD - SWR RP HD - WDR HD Köln | 20       | ND                                        | H                                          | 64-QAM (16k-Modus)   | 3/5 | 19/128         | 22,00            | Habichtswald, Hoher Meißner, Kassel-Söhrewald, Rimberg         |
| 35    | 586            | Substream 0: ZDF (ZDFmobil) Substream 1: MEDIA BROADCAST | Substream 0: - ZDF HD - ZDFinfo HD - zdf_neo HD - 3sat HD - KiKA HD Substream 1: - freenet.TV connect                                                                                                | 20       | ND                                        | H                                          | 64-QAM (16k-Modus)   | 3/5 | 19/128         | 22,00            | Habichtswald, Hoher Meißner, Kassel-Söhrewald, Göttingen/Espol |
| 28    | 530            | MEDIA BROADCAST (RTL Group)                              | - RTL HD - VOX HD - SUPER RTL HD - RTL II HD - n-tv HD - RTL NITRO HD - Tele 5 HD | 20       | ND                                        | H                                          | 64-QAM (32k-Modus)   | 2/3 | 1/16           | 27,6             | Habichtswald, Kassel-Söhrewald                                 |
| 25    | 506            | MEDIA BROADCAST (ProSiebenSat.1 Media)                   | - SAT.1 HD - ProSieben HD - kabel eins HD - SIXX HD - Pro7 MAXX HD - SAT.1 Gold HD - Sport1 HD | 20       | ND                                        | H                                          | 64-QAM (32k-Modus)   | 2/3 | 1/16           | 27,6             | Habichtswald, Kassel-Söhrewald                                 |
| 48    | 690            | MEDIA BROADCAST                                          | Substream 0: - Disney Channel HD - N24 HD - DMAX HD - Eurosport 1 HD - nickelodeon HD - test - QVC HD - HSE24 HD - Bibel TV HD Substream 1: - freenet.TV Info - ssu (System Software Update service) | 20       | ND                                        | H                                          | 64-QAM (32k-Modus)   | 2/3 | 1/16           | 27,6             | Habichtswald, Kassel-Söhrewald                                 |

### Digitales Fernsehen (DVB-T)
Die DVB-T Ausstrahlungen laufen seit 29. Mai 2006 und werden über das Gleichwellennetz (Single Frequency Network) mit anderen Sendestandorten betrieben. Sie enden am 8. November 2017.
| Kanal | Frequenz (MHz) | Multiplex                    | Programme im Multiplex                                                                      | ERP (kW) | Antennendiagramm rund (ND)/ gerichtet (D) | Polarisation horizontal (H) / vertikal (V) | Modulationsverfahren | FEC | Guardintervall | Bitrate (MBit/s) | Gleichwellennetz (SFN)                                  |
| ----- | -------------- | ---------------------------- | ------------------------------------------------------------------------------------------- | -------- | ----------------------------------------- | ------------------------------------------ | -------------------- | --- | -------------- | ---------------- | ------------------------------------------------------- |
| 32    | 562            | ARD Digital (hr)             | - Das Erste (hr) - Phoenix - ARTE - tagesschau24                                            | 50       | ND                                        | H                                          | 16-QAM (8-k-Modus)   | 2/3 | 1/4            | 13,27            | Habichtswald, Hoher Meißner, Rimberg (Knüll), Angelburg |
| 55    | 746            | ARD regional (hr) Nordhessen | - hr-fernsehen - NDR Fernsehen Niedersachsen - mdr Fernsehen Thüringen - WDR Fernsehen Köln | 50       | ND                                        | H                                          | 16-QAM (8-k-Modus)   | 2/3 | 1/4            | 13,27            | Habichtswald, Hoher Meißner                             |
| 42    | 642            | ZDFmobil                     | - ZDF - 3sat - ZDFinfo - KiKA (06–21:00 Uhr) / ZDFneo (21–06:00 Uhr)                        | 50       | ND                                        | H                                          | 16-QAM (8-k-Modus)   | 2/3 | 1/4            | 13,27            | Habichtswald, Hoher Meißner, Göttingen/Espol            |

### Mobilfunk (LTE)
Die Telekom hat auf dem Fernmeldeturm als einziger Mobilfunkanbieter LTE Antennen, die die umliegende Region versorgen. Installiert sind LTE Band 20 (800 MHz) und LTE Band 3 (1800 MHz). Auch sind Frequenzen von 900 MHz und 1500 MHz für den Mobilfunk dort zugelassen, werden aber nach Stand 05/2020 nicht benutzt.

### Ehemaliges Analoges Fernsehen (PAL)
Die analoge Verbreitung von Fernsehprogrammen wurde an diesem Standort mit der Inbetriebnahme von DVB-T zum 29. Mai 2006 beendet.
Zuvor wurde in analogem PAL Folgendes gesendet:
| Kanal | Frequenz (MHz) | Programm       | ERP (kW) | Sendediagramm rund (ND)/ gerichtet (D) | Polarisation horizontal (H)/ vertikal (V) |
| ----- | -------------- | -------------- | -------- | -------------------------------------- | ----------------------------------------- |
| 28    | 527,25         | ZDF            | 100      | ND                                     | H                                         |
| 41    | 631,25         | hr-fernsehen   | 100      | ND                                     | H                                         |
| 56    | 751,25         | Das Erste (hr) | 50       | ND                                     | H                                         |

## Amateurfunk
An diesem Standort ist auch das Amateurfunkrelais mit dem Rufzeichen DB0TM (Sendefrequenz 438,850 MHz) beheimatet.